# الجيد والسيئ والميت (فلم)
الجيد والسيئ والميت (بالإنجليزية: The Good, the Bad, and the Dead) هو فيلم أكشن تم إنتاجه في الولايات المتحدة وصدر سنة 2015 بطولة داني تريجو ودولف لندجرين وجوني ميسنر.

## القصة
يستيقظ برايان بارنز في قلب الصحراء جريحًا لا يتذكر أي شيء مما حدث له ولا يتذكر من هو أصلًا، ويجد نفسه محاطًا بثماني جثث وثلاثة ملايين دولار، ومقطورة مليئة بالكوكايين، ويكتشف مع الوقت أنه مُطارد من قبل ماتيو بيريز الذي يسعى لاستعادة أمواله ومخدراته.

## روابط خارجية
- مقالات تستعمل روابط فنية بلا صلة مع ويكي بيانات